# Almeirim (Brasile)
Almeirim  è un comune del Brasile nello Stato del Pará, parte della mesoregione del Baixo Amazonas e della microregione di Almeirim.